# Scrooge : Un (mé)chant de Noël
 (décembre 2022).
Si vous disposez d'ouvrages ou d'articles de référence ou si vous connaissez des sites web de qualité traitant du thème abordé ici, merci de compléter l'article en donnant les références utiles à sa vérifiabilité et en les liant à la section « Notes et références ».
Pour plus de détails, voir Fiche technique et Distribution.
Scrooge : Un (mé)chant de Noël est un film d'animation américano-britannique réalisé par Stephen Donnelly et sorti en 2022.
Il s'agit à la fois d'une adaptation du roman Un chant de Noël de Charles Dickens et d'un remake animé du film musical Scrooge sorti en 1970 et lui-même adapté de l'œuvre de Dickens.
Le film début à la veille de Noël où tous s'affairent aux préparatifs. Hélas, préférant la solitude à ces fêtes joyeuses, Ebenezer Scrooge refuse les invitations. Plongé malgré lui entre passé, présent et futur, le vieux grippe-sou reçoit une leçon de vie.

## Synopsis
La veille de Noël en 1843, à Londres, un homme joyeux nommé Harry Huffman chante sur son amour pour les vacances de Noël. Il rencontre son oncle âgé Ebeneezer Scrooge et le chien de Scrooge Prudence, mais Scrooge parvient à l'échapper assez longtemps pour refuser de donner de l'argent à un organisme de bienfaisance et ajouter une dette qui lui est due par le propriétaire du magasin de jouets local, Tom Jenkins, qui peut à peine se permettre un traitement médical pour sa fragile mère. Après son retour à sa maison de comptage, il refuse grossièrement une invitation à un dîner de Noël de Harry et laisse à contrecœur son commis, Bob Cratchit, prendre congé pour Noël le lendemain. Bob est sous-payé par Scrooge et vit dans la pauvreté avec sa femme Ethel Cratchit et leurs nombreux enfants, dont le petit Tim, qui est gravement malade et ne peut pas recevoir de traitement médical parce qu'il ne peut pas se le permettre. Scrooge ferme pour la nuit et se rend chez lui en chantant sur tous ce qui l’exaspère à Noël.
Une fois rentré à son manoir, Scrooge est bientôt hanté par l'esprit de son ancien partenaire d'affaires et ami Jacob Marley, qui est forcé de tirer de longues chaînes lourdes autour de son âme comme punition des mauvaises actions faites de son vivant. Il avertit Scrooge qu'il subira un sort similaire à sa mort (sauf que ses chaînes seront encore plus lourdes et plus longues), à moins qu'il ne change pour devenir un homme meilleur en tirant des leçons des trois visiteurs, qui vont venir chez lui à partir d'une heure du matin.
Lorsque Scrooge est sur le point d'aller au lit, il rencontre le premier visiteur, l’esprit des Noël passés (une cire-humaine qui peut prendre l’apparence de n’importe qui), qui le fait voyager à travers sa jeunesse, où il a été forcé de travailler dans une usine le jour de Noël quand il était enfant parce que son père était dans une prison de débiteurs et afin d’aider sa sœur cadette Jen, à la santé fragile. Ensuite, l’esprit des Noël passés emmène Scrooge au moment où il était un jeune adulte fiancé à Isabel, la fille de son patron Fezziwig, avant qu'il devienne l'associé de Jacob Marley, un emploi plus lucratif. Isabel avait rompu après avoir vu Scrooge et Marley faire fermer la boutique familiale de boulanger du père de Bob Cratchit quand celui-ci n’était qu’un bébé et surtout en voyant son fiancé repousser tout le temps à plus tard ses impératifs envers elle face à la place prépondérante donnée à son travail. 
Scrooge rencontre ensuite le prochain visiteur, l’esprit des Noël présents, qui veut montrer à Scrooge comment vivre la vie. Il montre à Scrooge comment Harry passe son réveillon de Noël et à quel point il aime son oncle d'après les gentillesses dites par sa mère Jen, qui est morte en lui donnant la vie. L’esprit des Noël présents montre ensuite à Scrooge comment la famille Cratchit passe son réveillon de Noël dans sa petite maison dans la joie et le bonheur, malgré leur pauvreté et la mauvaise santé du plus jeune fils, Tim. Lorsque Scrooge demande à l’esprit des Noël présents quel sera le sort de Tim, l’esprit lui répond qu'il devra le demander au prochain visiteur.
Bientôt, Scrooge rencontre l’esprit des Noël avenirs (après que celui du présent ait changé d’apparence), qui lui montre un avenir où Tom Jenkins (l'homme qui lui doit de l’argent à Scrooge) mène une célébration d'expression de gratitude à Scrooge. Au début, Scrooge pense qu'il est loué, mais Prudence découvre qu'ils célèbrent sa mort. Scrooge apprend bientôt la vérité par lui-même, après avoir découvert que le décès du petit Tim, qui a dévastée la famille Cratchit, et que seules quelques personnes ont assisté à ses propres funérailles. Lorsque Scrooge voit un aperçu de son esprit enchaîné de la même manière que Marley, il implore l’esprit des Noël avenirs de l’épargner en promettant d’aider le petit Tim et d’aimer Noël, pendant que des chaînes le tire vers sa tombe.
Le lendemain matin, Scrooge se réveille avec joie et décide d’inviter chez lui des personnes qu'il a offensé pour un repas et offrir à chacun d'eux des cadeaux, comme effacer la dette de Tom, de l’argent à l’organisme de bienfaisance, Le Père Noël de Jen à Harry et une augmentation de salaire à Cratchit, dont il fait son associé et à qui il promet d’aider sa famille, tout particulièrement le petit Tim pour qu’il aille mieux. Scrooge célèbre ensuite Noël en portant un toast avec ses invités.

## Fiche technique
- Titre original : Scrooge: A Christmas Carol
- Réalisation : Stephen Donnelly
- Scénario : Stephen Donnelly et Leslie Bricusse, d'après le roman Un chant de Noël de Charles Dickens et d'après le scénario et les chansons de Leslie Bricusse pour le film Scrooge
- Musique : Jeremy Holland-Smith
- Animation : Simon Allen et Marion Strunck
- Montage : Graham Silcock
- Production : Andrew Pearce, Ralph Kamp et Leslie Bricusse
  - Production déléguée : Paul Grindey et Richard Scott
  - Supervision de la production : Bianca Herold et Nicole Stockley
  - Coordination de la production : Maggie McCabe, Calum McIntosh, Mhairi O'Neill et Rory Savage
  - Production exécutive : Therese Sachse
- Société de production : Timeless Films
- Société de distribution : Netflix
- Pays de production :  États-Unis et  Royaume-Uni
- Langue originale : anglais
- Genre : animation, musical et fantastique
- Durée : 96 minutes
- Dates de sortie :
  - États-Unis : 18 novembre 2022 (sortie limitée)
  - Monde : 2 décembre 2022 (Netflix)

## Distribution

### Voix originales
- Luke Evans : Ebenezer Scrooge
- Olivia Colman : le passé
- James Cosmo : M. Fezziwig
- Jessie Buckley : Isabel Fezziwig
- Fra Fee : Harry Huffman
- Johnny Flynn : Bob Cratchit
- Jemima Lucy Newman : Jen Scrooge
- Trevor Dion Nicholas : le présent
- Devon Pomeroy : Kathy Cratchit
- Jonathan Pryce : Jacob Marley
- Zaris-Angel Hator : Beryl

### Voix françaises
- Serge Faliu : Ebenezer Scrooge
- Valérie Zaccomer : le passé
- Eilias Changuel : le présent
- Julien Mior : Ebenezer Scrooge (chant)
- Flo Malley : le présent (chant)
- Michaël Lelong : Harry (chant)
- Opé Smith : Tom Jenkins (chant)
- Thomas Roditi : Bob Cratchit
- Diane Dassigny : Isabel Fezziwig
- Benoît Cauden : Harry
- Frédéric Cerdal : Jacob Marley
- Baptiste Marc : Tom Jenkins
- Adam Seddouki : Timothy
- Pia Gimenez Bonfils : Jen Scrooge
- Cerise Vaubien : Beryl
- Barbara Beretta, Laura Blanc, Élisa Bourreau, Kaycie Chase, Xavier Fagnon, Pierre Forest et Rémi Gutton : voix additionnelles